# 玛丽·戴尔
玛丽·戴尔（英語：Mary Dyer，約1611年—1660年6月1日），舊姓巴雷特（英語：Barrett），是英国貴格會的女性传教士，在北美新英格蘭殖民地麻省傳教，因當時麻省信奉加爾文派，不允許其他的教派傳播，故多次被驅逐出境。
貴格會傳教士的問題對於治安官來說變得非常棘手。他們對傳教士一再返回傳教的反應是製定更嚴格的法律，並於1658年10月19日在馬薩諸塞州殖民地通過了一項新法律允許死刑。貴格會傳教士被驅離殖民地後，如果他們違反禁令而回來，他們將被絞死。戴爾被送到法庭上，然後根據新的法律被判“不服從驅離而返回將被處死”。
但戴尔不肯放棄，又回到麻省，最後被當地政府判處绞刑，處死於波士顿。